# Звєрєв Ілля Юрійович
Ілля Юрійович (Юлієвич) Звє́рєв (справжнє ім'я і прізвище Ізо́льд Ю́дович Замберг, рос. Илья Зверев; 1926, Олександрія — 1966, Москва) — російський радянський прозаїк і драматург єврейського походження.

## Життєпис
Народився в Україні, у місті Олександрія. Ще до німецько-радянської війни родина Замбергів мешкала у Сталіно. Після евакуації у Сибіру Ізольд повернувся у Сталіно, до працював до 1947 року, коли переїхав до Москви. Закінчив середню школу і педінститут заочно.
Друкувався з 1946 року, коли вийшла його перша збірка «Сибірські нариси». Після цього вийшла в світ збірки «На вугільно фронті» (1948), «Шахтарський характер» (1955), «Там, на шахті вугільній…» (1956).
Його творчість описувала романтику шахтарської праці, труднощі формування «нової людини». Також Звєрєв автор книг оповідань і нарисів «Дороги вглиб» (1957), «За два кілометри від Щастя» (1960) та інших. Посмертно опублікована збірка «Друге квітня». Вибрані твори Звєрєва перевидані в 1990 р. (Захисник Сєдов: Повісті, оповідання, публіцистика. — М.: Радянський письменник, 1990) з передмовою Бенедикта Сарнова.
Ілля Звєрєв також написав п'єсу «Романтика для дорослих» та кіносценарій фільму «Невигадана історія». Його публіцистичні твори друкувались в газетах «Відомості» й «Комсомольська правда», щотижневику «Тиждень», журналах «Знамено» та «Юність».